# Edward Lorenz
Pour les articles homonymes, voir Lorenz.
Edward Norton Lorenz est un scientifique américain, né le 23 mai 1917 à West Hartford (Connecticut) et mort le 16 avril 2008 à Cambridge (Massachusetts).

## Ses apports
Alors qu'il cherche à évaluer la fiabilité des prédictions météorologiques, Edward Lorenz, du Massachusetts Institute of Technology, découvre, en 1963, que l'on peut obtenir un comportement apériodique avec un système dynamique non linéaire de dimension trois, c'est-à-dire trois équations différentielles ordinaires. Pour cela, partant d'un système de sept équations gouvernant le mouvement d'un fluide dans une convection de Rayleigh-Bénard et proposé, un an plus tôt, par Barry Satzmann, Lorenz ne garde que trois d'entre elles afin de disposer du modèle le plus simple possible. Il montre ainsi qu'un système dynamique très simple peut produire des solutions apériodiques très sensibles aux conditions initiales. En particulier, il se rend compte que l'origine de la limite des prédictions météorologiques à un peu moins d'une semaine est liée à une propriété intrinsèque des phénomènes physiques en jeu dans les mouvements de l'atmosphère, en l’occurrence la convection.
Pour cela, Lorenz utilise le programme établi par Henri Poincaré pour l'étude des systèmes dynamiques, c'est-à-dire que pour étudier les solutions de ces équations différentielles, il représente une trajectoire dans l'espace des états (parfois appelé espace des phases). Pour cela, il bénéficie d'un moyen qui manquait à Poincaré : l'ordinateur. La sensibilité aux conditions initiales est en effet révélée par le biais de l'instabilité des solutions apériodiques, qui seront par la suite qualifiées de chaotiques,.
Quelques années plus tard, en 1972, Edward Lorenz donne une conférence où il explique l'extrême sensibilité aux conditions initiales des mouvements de l'atmosphère, affectant drastiquement la possibilité de prévoir la météorologie à long terme (une semaine !). Sa présentation au 139e congrès de l'Association américaine pour le progrès des sciences portait le titre évocateur : « Le battement d'ailes d'un papillon au Brésil peut-il déclencher une tornade au Texas ? »  Dans ses travaux de mécanique céleste, Henri Poincaré avait déjà observé des solutions apériodiques sensibles aux conditions initiales, qu'il appela orbites homoclines. Dans  son livre de vulgarisation Science et méthode, Poincaré avait fait un lien entre cette sensibilité aux conditions initiales et les prédictions météorologiques.
C'est avec la popularisation des ordinateurs et la contribution de David Ruelle, qui voyait l'attracteur de Lorenz comme un exemple d'attracteur étrange, que les résultats furent largement repris par des scientifiques de différents domaines : météorologues, mathématiciens, astronomes, physiciens, biologistes des populations, etc. Edward Lorena reçoit en 2004 la médaille Buys Ballot pour son apport à la météorologie.

## La découverte des attracteurs étranges
Comme il le raconte lui-même, Lorenz a finalement démontré numériquement la sensibilité aux conditions initiales par accident. À cette époque, Lorenz utilisait un ordinateur analogique, le Royal McBee LGP-300 (en). Cet ordinateur effectuait ses calculs avec six chiffres significatifs mais n'imprimait ses résultats qu'avec trois. Une simulation, qui prend aujourd'hui moins d'une seconde, prenait à l'époque de longues heures. Régulièrement, plutôt que reprendre ses calculs au début, il les reprenait à partir d'un état de son système déterminé par des nombres à trois chiffres, là où l'ordinateur calculait avec six. Il remarqua ainsi, lors de la reprise du calcul d'une solution apériodique, qu'à très court terme, la solution suivait à très peu près la première simulation, mais rapidement, les deux solutions devenaient complètement décorrélées. Après plusieurs vérifications, Lorenz comprend que l'origine de la divergence entre les deux calculs provenait des trois chiffres significatifs auxquels il n'avait pas accès pour le second calcul. La sensibilité aux conditions initiales, autrement dit l'amplification exponentielle des petites erreurs, venait d'être observée sur des expériences numériques.
En 1971, David Ruelle et Floris Takens proposèrent une alternative à la théorie de la turbulence : selon eux, et contrairement aux théories de Lev Landau et Eberhard Hopf, un système dynamique de basse dimension pouvait suffire à produire des solutions aux propriétés semblables à celles de la turbulence. La turbulence était pensée comme un attracteur étrange, objet très succinctement décrit dans leur article. Quelques années plus tard, lorsqu'il prend connaissance de l'article de Lorenz, David Ruelle voit dans la figure représentée par Lorenz un bel exemple d'attracteur étrange. Il fit ensuite la publicité de l'article de Lorenz auprès des hydrodynamiciens.
Les concepts introduits par Poincaré pour étudier les solutions des équations différentielles furent manipulés de manière brillante par Lorenz : la théorie du chaos émergeait.

## Honneurs
- 1969 : médaille Carl-Gustaf-Rossby
- 1983 : prix Crafoord
- 2000 : prix de l'Organisation météorologique internationale
- 2004 : médaille Buys-Ballot

### Articles liés
- Attracteur de Lorenz
- Effet papillon
- Théorie du chaos